# 曉治·麥哥利
曉治·麥哥利 （Hugh McCrory），生於蘇格蘭，已退役蘇格蘭裔香港足球運動員，司職中堅或右後衛，曾六次為香港足球代表隊上陣。

## 足球生涯
麥哥利生於蘇格蘭，於1970年來香港加盟流浪，及後轉投精工效力8季，是精工雄霸七、八十年代的功臣之一。之後效力過海蜂、港會及南華後，掛靴後移民澳洲。
麥哥利因在香港居住滿七年，合資格代表香港隊。1980年，麥哥利入選世界盃外圍賽港隊名單。共計代表香港6次，入0球。
https://www.facebook.com/photo/?fbid=7326953607412151&set=gm.7536664153081502&idorvanity=911673155580668 （页面存档备份，存于）

## 個人榮譽
- 香港足球明星選舉最佳十一人 3次 (77/78、78/79、80/81)